# Lijst van Eerste Kamerleden 1977-1980
Lijst van Eerste Kamerleden 1977-1980 geeft een overzicht van de leden van de Nederlandse Eerste Kamer in de periode tussen de verkiezingen van 1977 en de verkiezingen van 1980. De zittingsperiode van de Eerste Kamer ging in op 20 september 1977 en eindigde op 15 september 1980. 
De Eerste Kamer telde 75 leden, gekozen door de leden van Provinciale Staten in de elf provincies. Eerste Kamerleden werden gekozen voor een termijn van zes jaar; om de drie jaar werd de helft van de Eerste Kamer vernieuwd.
| Naam                         | politieke partij                        | KG  | begindatum        | einddatum         | refs   |
| ---------------------------- | --------------------------------------- | --- | ----------------- | ----------------- | ------ |
| Wil Albeda                   | Christen-Democratisch Appèl             | II  | 20 september 1977 | 19 december 1977  | [ 1 ]  |
| Hedy d'Ancona                | Partij van de Arbeid                    | III | 17-09-1974 [ e ]  | 15 september 1980 | [ 2 ]  |
| Jan Baas                     | Volkspartij voor Vrijheid en Democratie | II  | 20 september 1977 | 10-06-1981 [ f ]  | [ 3 ]  |
| Ton van Boven                | Volkspartij voor Vrijheid en Democratie | IV  | 3 juni 1980       | 10-06-1981 [ f ]  | [ 4 ]  |
| Jan Broeksz                  | Partij van de Arbeid                    | I   | 17-09-1974 [ e ]  | 15 september 1980 | [ 5 ]  |
| Jan Christiaanse             | Christen-Democratisch Appèl             | IV  | 18 september 1979 | 10-06-1981 [ f ]  | [ 6 ]  |
| Cees de Cloe                 | Partij van de Arbeid                    | III | 3 oktober 1978    | 15 september 1980 | [ 7 ]  |
| Louis van Dalen              | Christen-Democratisch Appèl             | II  | 20 september 1977 | 10-06-1981 [ f ]  | [ 8 ]  |
| Isaäc Diepenhorst            | Christen-Democratisch Appèl             | I   | 17-09-1974 [ e ]  | 15 september 1980 | [ 9 ]  |
| Ruud Eijsink                 | Christen-Democratisch Appèl             | IV  | 20 september 1977 | 10-06-1981 [ f ]  | [ 10 ] |
| Piet Elfferich               | Christen-Democratisch Appèl             | IV  | 20 september 1977 | 17 september 1979 | [ 11 ] |
| Frans Feij                   | Volkspartij voor Vrijheid en Democratie | I   | 17-09-1974 [ e ]  | 15 september 1980 | [ 12 ] |
| Eugène Fischer               | Politieke Partij Radikalen              | I   | 18 oktober 1977   | 15 september 1980 | [ 13 ] |
| Jo Franssen                  | Christen-Democratisch Appèl             | I   | 17-09-1974 [ e ]  | 15 september 1980 | [ 14 ] |
| Bas de Gaay Fortman          | Politieke Partij Radikalen              | II  | 20 september 1977 | 10-06-1981 [ f ]  | [ 15 ] |
| Wilhelm de Gaay Fortman      | Christen-Democratisch Appèl             | II  | 20 september 1977 | 10-06-1981 [ f ]  | [ 16 ] |
| Eddy de Geer van Oudegein    | Christen-Democratisch Appèl             | I   | 17-09-1974 [ e ]  | 20 september 1977 | [ 17 ] |
| Jacques Gooden               | Christen-Democratisch Appèl             | I   | 17-09-1974 [ e ]  | 15 september 1980 | [ 18 ] |
| Jan Heij                     | Christen-Democratisch Appèl             | II  | 20 september 1977 | 1 januari 1979    | [ 19 ] |
| Henk Heijne Makkreel         | Volkspartij voor Vrijheid en Democratie | III | 17-09-1974 [ e ]  | 15 september 1980 | [ 20 ] |
| Guus van Hemert tot Dingshof | Volkspartij voor Vrijheid en Democratie | I   | 17-09-1974 [ e ]  | 15 september 1980 | [ 21 ] |
| Ien van den Heuvel           | Partij van de Arbeid                    | I   | 17-09-1974 [ e ]  | 17 september 1979 | [ 22 ] |
| Lou Hoefnagels               | Politieke Partij Radikalen              | I   | 17-09-1974 [ e ]  | 28 september 1977 | [ 23 ] |
| Lou Horbach                  | Christen-Democratisch Appèl             | I   | 16 januari 1979   | 15 september 1980 | [ 24 ] |
| Johan van Hulst              | Christen-Democratisch Appèl             | IV  | 20 september 1977 | 10-06-1981 [ f ]  | [ 25 ] |
| Jan van der Jagt             | Gereformeerd Politiek Verbond           | IV  | 20 september 1977 | 10-06-1981 [ f ]  | [ 26 ] |
| Gerbrand de Jong             | Volkspartij voor Vrijheid en Democratie | III | 17-09-1974 [ e ]  | 15 september 1980 | [ 27 ] |
| Ad Kaland                    | Christen-Democratisch Appèl             | I   | 20 september 1977 | 15 september 1980 | [ 28 ] |
| Dik van Kleef                | Politieke Partij Radikalen              | III | 17-09-1974 [ e ]  | 15 september 1980 | [ 29 ] |
| André Kloos                  | Partij van de Arbeid                    | III | 17-09-1974 [ e ]  | 15 september 1980 | [ 30 ] |
| Gerard Kolthoff              | Partij van de Arbeid                    | II  | 20 september 1977 | 10-06-1981 [ f ]  | [ 31 ] |
| Bram Koopman                 | Partij van de Arbeid                    | III | 17-09-1974 [ e ]  | 1 december 1978   | [ 32 ] |
| Hans de Koster               | Volkspartij voor Vrijheid en Democratie | IV  | 20 september 1977 | 16 mei 1980       | [ 33 ] |
| Wim Kremer                   | Communistische Partij Nederland         | III | 17-09-1974 [ e ]  | 15 september 1980 | [ 34 ] |
| Amy Kreutzkamp-Schotel       | Christen-Democratisch Appèl             | I   | 18 september 1979 | 15 september 1980 | [ 35 ] |
| Chris van Krimpen            | Partij van de Arbeid                    | II  | 20 september 1977 | 10-06-1981 [ f ]  | [ 36 ] |
| Bert van Kuik                | Christen-Democratisch Appèl             | I   | 17-09-1974 [ e ]  | 15 september 1980 | [ 37 ] |
| Willy Kweksilber             | Partij van de Arbeid                    | III | 17-09-1974 [ e ]  | 18 september 1978 | [ 38 ] |
| Jan Lamberts                 | Partij van de Arbeid                    | IV  | 20 september 1977 | 10-06-1981 [ f ]  | [ 39 ] |
| Henk Letschert               | Christen-Democratisch Appèl             | III | 17-09-1974 [ e ]  | 15 september 1980 | [ 40 ] |
| Hendrik Louwes               | Volkspartij voor Vrijheid en Democratie | II  | 20 september 1977 | 1 september 1979  | [ 41 ] |
| Adri Maaskant                | Partij van de Arbeid                    | II  | 20 september 1977 | 10-06-1981 [ f ]  | [ 42 ] |
| Bertus Maris                 | Boerenpartij                            | I   | 17-09-1974 [ e ]  | 15 september 1980 | [ 43 ] |
| Bertus Maris                 | fractie-Maris                           | I   | 17-09-1974 [ e ]  | 15 september 1980 | [ 43 ] |
| Bob Mater                    | Partij van de Arbeid                    | I   | 17-09-1974 [ e ]  | 20 september 1977 | [ 44 ] |
| Joke van der Meer            | Partij van de Arbeid                    | IV  | 20 september 1977 | 10-06-1981 [ f ]  | [ 45 ] |
| Frits von Meijenfeldt        | Christen-Democratisch Appèl             | II  | 24 januari 1978   | 10-06-1981 [ f ]  | [ 46 ] |
| Gérard Mertens               | Christen-Democratisch Appèl             | I   | 17-09-1974 [ e ]  | 1 januari 1979    | [ 47 ] |
| Koert Meuleman               | Staatkundig Gereformeerde Partij        | IV  | 20 september 1977 | 10-06-1981 [ f ]  | [ 48 ] |
| Jan Mol                      | Partij van de Arbeid                    | I   | 17-09-1974 [ e ]  | 15 september 1980 | [ 49 ] |
| Jan Nagel                    | Partij van de Arbeid                    | II  | 20 september 1977 | 10-06-1981 [ f ]  | [ 50 ] |
| Wolter Netjes                | Christen-Democratisch Appèl             | II  | 13 februari 1979  | 10-06-1981 [ f ]  | [ 51 ] |
| Hans Oskamp                  | Partij van de Arbeid                    | III | 27 december 1978  | 15 september 1980 | [ 52 ] |
| Ruud Oudenhoven              | Christen-Democratisch Appèl             | II  | 20 september 1977 | 10-06-1981 [ f ]  | [ 53 ] |
| Arie Pais                    | Volkspartij voor Vrijheid en Democratie | IV  | 20 september 1977 | 19 december 1977  | [ 54 ] |
| Aalje Post                   | Partij van de Arbeid                    | II  | 20 september 1977 | 10-06-1981 [ f ]  | [ 55 ] |
| Cor van de Rakt              | Partij van de Arbeid                    | I   | 20 september 1977 | 15 september 1980 | [ 56 ] |
| Bertus de Rijk               | Partij van de Arbeid                    | IV  | 20 september 1977 | 10-06-1981 [ f ]  | [ 57 ] |
| Johan Schlingemann           | Volkspartij voor Vrijheid en Democratie | I   | 17-09-1974 [ e ]  | 15 september 1980 | [ 58 ] |
| Jan Simons                   | Partij van de Arbeid                    | IV  | 20 september 1977 | 10-06-1981 [ f ]  | [ 59 ] |
| Haya van Someren             | Volkspartij voor Vrijheid en Democratie | III | 17-09-1974 [ e ]  | 15 september 1980 | [ 60 ] |
| Piet Steenkamp               | Christen-Democratisch Appèl             | III | 17-09-1974 [ e ]  | 15 september 1980 | [ 61 ] |
| Suzanne Steigenga-Kouwe      | Partij van de Arbeid                    | III | 17-09-1974 [ e ]  | 15 september 1980 | [ 62 ] |
| Jan Teijssen                 | Christen-Democratisch Appèl             | I   | 17-09-1974 [ e ]  | 15 september 1980 | [ 63 ] |
| Frits Terwindt               | Christen-Democratisch Appèl             | II  | 20 september 1977 | 10-06-1981 [ f ]  | [ 64 ] |
| Govert van Tets              | Volkspartij voor Vrijheid en Democratie | IV  | 20 september 1977 | 10-06-1981 [ f ]  | [ 65 ] |
| Theo Thurlings               | Christen-Democratisch Appèl             | I   | 17-09-1974 [ e ]  | 15 september 1980 | [ 66 ] |
| Pieter Tjeerdsma             | Christen-Democratisch Appèl             | III | 17-09-1974 [ e ]  | 15 september 1980 | [ 67 ] |
| Boy Trip                     | Politieke Partij Radikalen              | IV  | 20 september 1977 | 10-06-1981 [ f ]  | [ 68 ] |
| Nic Tummers                  | Partij van de Arbeid                    | I   | 17-09-1974 [ e ]  | 15 september 1980 | [ 69 ] |
| Rinus Tunders                | Partij van de Arbeid                    | I   | 13 november 1979  | 15 september 1980 | [ 70 ] |
| Frans Uijen                  | Partij van de Arbeid                    | IV  | 20 september 1977 | 10-06-1981 [ f ]  | [ 71 ] |
| Tom Veen                     | Volkspartij voor Vrijheid en Democratie | II  | 18 september 1979 | 10-06-1981 [ f ]  | [ 72 ] |
| Adriaan van Veldhuizen       | Partij van de Arbeid                    | II  | 20 september 1977 | 10-06-1981 [ f ]  | [ 73 ] |
| Wim Vergeer                  | Christen-Democratisch Appèl             | I   | 17-09-1974 [ e ]  | 17 juli 1979      | [ 74 ] |
| Anne Vermeer                 | Partij van de Arbeid                    | II  | 20 september 1977 | 10-06-1981 [ f ]  | [ 75 ] |
| Hugo Versloot                | Partij van de Arbeid                    | IV  | 20 september 1977 | 10-06-1981 [ f ]  | [ 76 ] |
| Joop Vogt                    | Pacifistisch Socialistische Partij      | IV  | 20 september 1977 | 10-06-1981 [ f ]  | [ 77 ] |
| Louise Vonhoff-Luijendijk    | Volkspartij voor Vrijheid en Democratie | IV  | 24 januari 1978   | 10-06-1981 [ f ]  | [ 78 ] |
| Martha Vonk-van Kalker       | Partij van de Arbeid                    | II  | 20 september 1977 | 10-06-1981 [ f ]  | [ 79 ] |
| Jan Reinier Voûte            | Volkspartij voor Vrijheid en Democratie | III | 17-09-1974 [ e ]  | 15 september 1980 | [ 80 ] |
| Klaas de Vries               | Christen-Democratisch Appèl             | III | 17-09-1974 [ e ]  | 15 september 1980 | [ 81 ] |
| Henk Vrouwenvelder           | Christen-Democratisch Appèl             | IV  | 20 september 1977 | 10-06-1981 [ f ]  | [ 82 ] |
| Constant van Waterschoot     | Politieke Partij Radikalen              | I   | 17-09-1974 [ e ]  | 15 september 1980 | [ 83 ] |
| Ans van der Werf-Terpstra    | Christen-Democratisch Appèl             | II  | 20 september 1977 | 10-06-1981 [ f ]  | [ 84 ] |
| Ym van der Werff             | Volkspartij voor Vrijheid en Democratie | I   | 17-09-1974 [ e ]  | 15 september 1980 | [ 85 ] |
| Jan-Kees Wiebenga            | Volkspartij voor Vrijheid en Democratie | II  | 20 september 1977 | 10-06-1981 [ f ]  | [ 86 ] |
| Kees IJmkers                 | Communistische Partij Nederland         | III | 17-09-1974 [ e ]  | 15 september 1980 | [ 87 ] |
| Jan Zoon                     | Partij van de Arbeid                    | III | 17-09-1974 [ e ]  | 15 september 1980 | [ 88 ] |
| Guus Zoutendijk              | Volkspartij voor Vrijheid en Democratie | IV  | 20 september 1977 | 10-06-1981 [ f ]  | [ 89 ] |